# Plagiolepis brunni
Plagiolepis brunni é uma espécie de formiga do gênero Plagiolepis, pertencente à subfamília Formicinae.